# Parc national de Semuliki
Le parc national Semuliki est un parc national en Ouganda, dans le district de Bundibugyo. Créé en octobre 1993, il s'agit de l'un des parcs nationaux les plus récents du pays. Il couvre 194 km2 de la seule forêt tropicale de plaine en Afrique de l'Est. Il s'agit de l'une des régions présentant la plus grande biodiversité végétale et animale du continent, les espèces d'oiseaux y étant particulièrement nombreuses.

## Situation
Le parc se trouve à la frontière avec la république démocratique du Congo, sur le rift Albertin et bordé par les Rwenzori au sud-est et le lac Albert au nord. Son relief est plat à légèrement vallonné, avec des altitudes variant de 670 à 760 mètres.
Les précipitations annuelles avoisinent 1250 mm, avec des pics de mars à mai puis de septembre à décembre. Les inondations sont fréquentes durant les deux saisons pluvieuses. Les températures vont de 18 à 30 °C avec relativement peu de variations dans la journée.
Le parc borde la rive droite de la Semliki et de la Lamia (qui délimitent également la frontière avec la RDC). Deux sources chaudes jaillissent d'un marécage fortement minéralisé. Elles attirent de nombreux oiseaux aquatiques et sont une importante source de sel pour la faune avoisinante.

## Administration
De 1932 à 1993, la zone couverte par le parc était une réserve forestière gérée par le Département des forêts du gouvernement colonial, puis du gouvernement national. Elle a été élevée au rang de parc national en octobre 1993 afin d'en intégrer les forêts aux zones protégées de la vallée du Rift occidental. Elle fait partie d'un réseau de zones protégées du Rift Albertin, avec :
- en Ouganda, les Rwenzori, le parc national de la forêt impénétrable de Bwindi, le parc national de Kibale et le parc national Queen Elizabeth ;
- en république démocratique du Congo, le parc national des Virunga ;
- au Rwanda, le parc national des volcans.

## Faune et flore

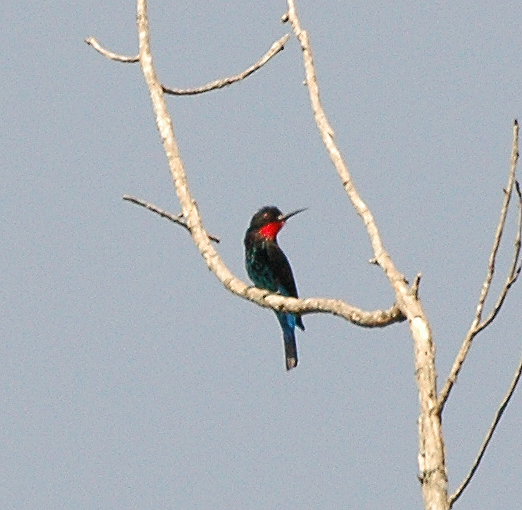
Guêpier noir (Merops gularis), Ouganda

L'écosystème du parc est distinct de celui du reste du Rift Albertin. Le parc se situe à la jonction de plusieurs zones climatiques et écologiques et présente dès lors une grande diversité d'espèces animales et végétales ainsi que de nombreux microhabitats. La plupart des espèces se retrouvent dans le bassin du Congo, de nombreuses d'entre elles y atteignent leur limite orientale.
La végétation est du type rencontré en moyenne altitude, de la forêt humide à feuillage persistant à semi-caduque. Le cynometra alexandri est l'espèce végétale la plus répandue.
Le parc abrite plus de 400 espèces d'oiseaux, dont 216 (deux tiers de toutes les espèces avicoles du pays) vivent exclusivement en forêt, dont le turdus oberlaenderi, le bulbul de Lorenz et neuf espèces de bucérotidés.
Le parc compte plus de soixante espèces de mammifères, dont des buffles nains, des léopards, des hippopotames, des chevrotains aquatiques, des galagos, des civettes, des éléphants, des écureuils volants de Zenker, neuf espèces de duikers et huit espèces de primates.
Les espèces de papillons avoisinent, quant à elles, les trois cents.

## Population humaine
Les forêts du parc sont également d'une grande importance socio-économique pour les populations humaines qui vivent à ses abords. L'agriculture de subsistance constitue la principale source de revenus et les forêts leur fournissent fruits, légumes, viande de brousse, herbes médicinales et matériaux de construction. L'augmentation de la population, au rythme de 3,5 % par an, la faible productivité agricole et l'absence de ressources alternatives ne permettent pas de diminuer l'impact des populations locales sur les espèces protégées du parc. L'approche classique consistant à exclure les populations locales de la gestion des zones protégées a eu pour conséquence une mauvaise acceptation de ces dernières et peu de respect pour les limites de protection. Depuis les années 1990, les autorités intègrent davantage les habitants dans la planification dans le but de satisfaire autant les intérêts du tourisme que ceux de l'agriculture.
Une communauté twa d'une centaine de personnes y vit de chasse et de cueillette.